# Сатун (провінція)
Сату́н (з тайськ. สตูล) — провінція (чангват) в Південному регіоні Таїланду. На півночі межує з провінцією Транг, на сході — з провінцією Сонгкхла. На південному сході межа проходить по державному кордону Таїланду з Малайзією. На заході та південному заході омивається водами Андаманського моря Індійського океану.
Адміністративний центр — місто Сатун. Губернатор — Саюмпхон Лімтхай (з 2008 року).
Площа провінції становить 2 479 км², 63 місце в Таїланді.
Населення провінції становить 247 875 осіб (2000), 69 місце серед усіх провінцій країни.

## Географія

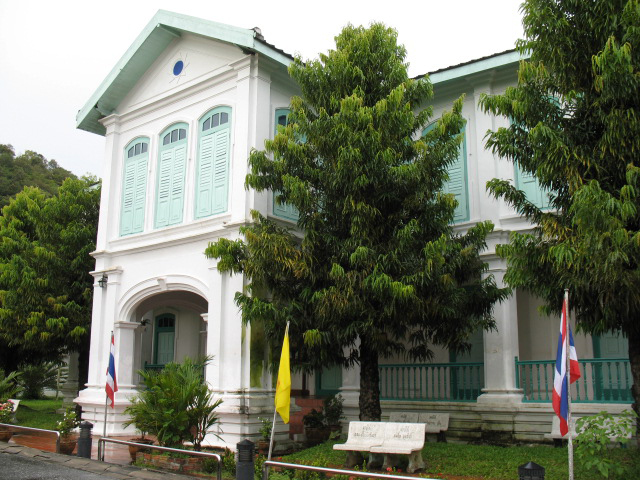
Національний музей Куден-Мансіон

Провінція розташована на Малайському півострові, на узбережжі Андаманського моря. Включає в себе безліч островів, найбільшими з яких яке Тарутау, Бутанг, Кабенг, Темаланг. Острови помережані кораловими рифами, що робить їх гарним місцем для туризму. Дрібні острови Булонле, Донг, Протонгку та низка сусідніх входять до складу морського національного парку Мукопхетра.
На північному сході провінції простягається гірський хребет Накхонсітхаммарат з максимальною висотою 742 м. Уздовж східного кордону простягається гірський хребет Санкалакхірі заввишки 756 м (найвища точка провінції). Досить значні висоти спостерігаються на островах Тарутау — 721 м та Адонг, із архіпелагу Бутанг, — 682 м.
Узбережжя моря дуже порізане та має багато естуаріїв та бухт, береги яких заболочені, — Яра, Танджонгланай, Піяй, Коле, Каранг, Сатун, Чесамат, Тхачін. Всі річки провінції повноводні та не пересихають протягом року — Лангу з Намкхем, Маракет, Капхе.

## Адміністративний поділ

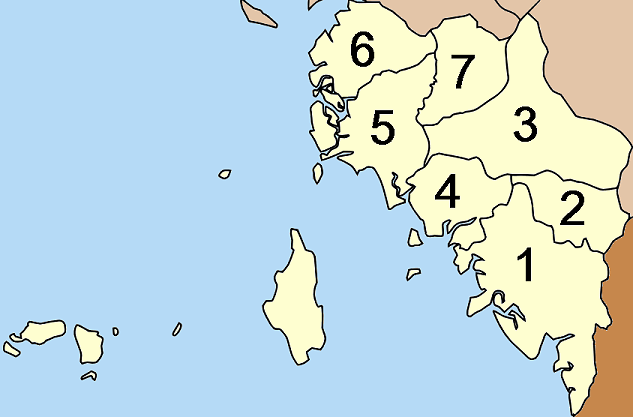
Райони провінції

Провінція поділяється на 7 районів (ампхе), які в свою чергу поділяються на 36 субрайонів (тамбон) та 277 поселень (мубан). Провінція має 1 містечко (тхесабан-муенг) — Сатун, та 5 міських селищ (тхесабан-тамбон).
| № | Район       | Площа, км² | Населення, осіб | № | Район   | Площа, км² | Населення, осіб |
| - | ----------- | ---------- | --------------- | - | ------- | ---------- | --------------- |
| 1 | Сатун       | 880,2      | 101 557         | 5 | Лангу   | 380,4      | 63 933          |
| 2 | Кхуандон    | 199,0      | 22 552          | 6 | Тхунгва | 452,3      | 20 683          |
| 3 | Кхуанкалонг | 412,9      | 29 538          | 7 | Мананг  | 207,8      | 14 611          |
| 4 | Тхапхе      | 197,3      | 24 991          |   |         |            |                 |